# 38M Botond
A 38 M. Botond a Magyar Királyi Honvédség 1,5 tonnás személy- és teherszállító járműve, melyet a győri Magyar Waggon és Gépgyár Rt. (MWG) fejlesztett ki a Rába AFi tehergépjármű alapjain, de 6×4 hajtásképlettel. A honvédség 1938-ban állított hadrendbe és alkalmazta a második világháború idején. Továbbfejlesztett változata a 38/42 M. Botond B.
Egyetlen fennmaradt példánya 1960 óta a Közlekedési Múzeum gyűjteményében van, melyet 1995-ben felújított a gyár a magyar autógyártás jubileumi ünnepségére. A Rába gyár győri múzeumában lett kiállítva 2011-től, időszakosan más magyarországi múzeumokban is bemutatják.

## Története
Fejlesztése 1937-ben kezdődött, az MWG fejlesztési osztályvezetője, Winkler Dezső okleveles gépészmérnök vezetése alatt. A Honvédelmi Minisztérium egy 1,5 tonnás, rajszintű gyalogsági csapatszállító tehergépkocsit igényelt. Győrben két prototípus készült, háromtengelyes kivitelben, de költségcsökkentés szempontjából nem lett összkerékhajtású, csak 6×4 hajtásképletű, azaz a hátsó négy kerék lett hajtott csupán. A jármű terepjáró képességeit lett hivatott segíteni két sajátos kialakítás: az egyik a vezetőfülke mögé felszerelt pótkerékpár, melyek hosszanti tengelyre felszerelve mankókerék-szerűen működtek, a tengely mentén elforogtak, ha dombtetőn haladt át a jármű; a másik a mellső lökhárítóra felszerelt két szabadonfutó terepjáró görgő, melyek a nagy hajlásszögű terep, árok felakadásmentes leküzdését szolgálta. Ezek a megoldások már alkalmazva lettek a Weiss Manfréd Acél- és Fémművek (WM Rt.) H–2 típusjelű tehergépkocsiján, melyet Hollós Zsigmond tervezett.
A két prototípussal végzett próbák igen kedvező fogadtatást kaptak, a Honvédelmi Minisztérium 1402 darabra adott le megrendelést, némi gyártásegyszerűsítést követően. Ilyen volt például a nyitott vezetői fülke. A teherplatón 12 fő fért el, a vezetői fülkében a vezetőn kívül még a járműparancsnok foglalt helyet, így összesen 14 főt szállíthatott. Gazdaságos vontatmánya műúton 2000 kg össztömegű lehetett, terepen 1000 kg, beépített csörlővel is felszerelték. Az A sorozat még jobbkormányos volt az akkori magyar szokások szerint. A csapathasználat kedvező visszajelzései révén 1941-ben kissé áttervezték a járművet, amit főként a nemesacél anyagok hiánya inspirált. A motor hengerűrtartalmát 3771 cm³-ről 4330 cm³-re növelték, mellyel a teljesítmény 5-7 LE-vel 70-72 LE-re emelkedett. Kissé módosították a szerkezeti elemeket és kihagyták az erősen ötvözött acélokat és a színesfémeket, valamint balkormányosra építették meg őket.
1943-ban tervezés alá vontak egy még erősebb C változatot, melybe már 100 LE-s hathengeres motort építettek. Ennek a prototípusa már fékpadon volt 1944. április 13-án, amikor az az amerikai bombázásban megsemmisült. Az MWG 1946-ban felújította a fejlesztéseket és 1948-ra elkészült a második hathengeres motor is, mellyel 1948. szeptember 17-én fékpadon 110 LE-t mértek 2400-as percenkénti főtengely-fordulaton. A teherautó-beszerzési tenderben azonban a rosszabb paramétereket mutató Steyr licenc Csepel D–350 típust választották és minisztériumi utasításra az MWG leállította a Botond változatainak fejlesztését.

## Gyártás
Az első változatból 1402 darabot rendeltek a két prototípuson kívül. Az A változat sorozatát hat üzem alkotta konzorcium gyártotta le, mert a fővállalkozók nem voltak képesek még ezt a mennyiséget sem önállóan legyártani. A hat üzem, a MWG és a MÁVAG mint fővállalkozók a végszerelésre szerződtek, a WM Rt. főleg forgácsolt alkatrészekre és a váltóműre, a Láng Rt. a motorra az MWG-vel együtt, a Ganz Rt. és a H. S. C. S. más részegységek leszállítására. Az 1402 darabos megrendelést 1938–1940 között teljesítették, majd 1941-ben egy újabb 41 darabos alvázsorozatot készítettek, céljuk ismeretlen. Ezzel az összmennyiség 1443-ra emelkedett. Az 1941-ben áttervezett változatra a Honvédelmi Minisztérium ismét egy 1400 darabos megrendelést adott le 1942 tavaszán (II. sorozat), amit 1943-ban egy 657 darabos megrendelés követett (III. sorozat). Ugyanebben az évben ismét egy 41 darabos speciális alvázrendelést is leadtak. Ezzel összesen 2098 darab B változatra lett megrendelői igény. A B változatot ugyanaz a hat gyár gyártotta, egy hetedik, a mátyásföldi Uhri bevonásával, ami a karosszéria készítésébe kapcsolódott be. Mivel az MWG, a Ganz, a MÁVAG és a WM a harckocsigyártásban is érdekelt volt, erőforrásaikat ezek jobban lekötötték, így a megrendelt Botond-mennyiséget nem tudták a kellő ütemben teljesíteni. Az 1944. április 13-i Győrt ért amerikai légitámadás az MWG autóosztályának üzemét jelentős mértékben megrongálta, körülbelül 50-60 darab félkész jármű tönkrement, a gyártási folyamat itt leállt. A motorokat ettől kezdve már csak a Láng Rt. gyártotta. A gyártási folyamatot részlegesen helyreállították, de a július 2-i és augusztus 9-i légitámadások végleg megpecsételték az üzemek működését, a géppark egy részét Budapestre és Mosonmagyaróvárra telepítették, a végszerelést a MÁVAG végezte. A termelés folyamatos maradt, 1944. június 30-ig összesen 882 darabot adtak át a 2098-ból. Fennmaradt iratanyagokból az derül ki, hogy összesen 1443 darab A változat és minimum 1165 darab B változat készült el, melyben szerepel a 60 darab sérült MWG jármű is, melyekből, megmaradt készletéből a háború után 1947-ben a MÁVAG végszerelt 2 darabot, 1948-ban pedig 3 darabot és átadták őket a HM-nek. A Haditechnikai Intézet iratanyaga szerint a II. rendelési sorozat mennyiségét még 1944. végére sem tudták leszállítani, noha a Láng Rt. az ezekhez szükséges motormennyiséget produkálni tudta (1943-ban 500 darab/éves ütemmel), hiszen 1944-ben a Botondok mellett még 350 darab Maros tehergépkocsiba is beépítették a 70 LE-s motorokat. A különféle sorozatok járműveinek határidős átadását rendre a külföldről importált alkatrészek beérkezésének csúszása folyamatosan hátráltatta.

## Üzemeltetés és harctéri tapasztalatok
A típust csak a Magyar Királyi Honvédség üzemeltette hivatalosan, exportálásra nem került. Első éles harctéri bevetéseit az 1941 áprilisi délvidéki hadműveletekben teljesítette, majd ugyanezen év július–november között a gyorshadtest állományában a Szovjetunió nyugati, ukrajnai területén vetették be. Mindkét hadszíntéren elismerést keltett menetteljesítménye, mind a magyar, mind a német csapatok meg voltak elégedve. A hadvezetés újabb sorozatok legyártására adott megrendelést, immár egyéb kiegészítő feladatkörökben is, úgymint lövegvontatás, rádiós és parancsnoki járművek, tartályautók és más egyebek kialakítását szorgalmazták. A háborús részvétel további alakulása azonban ezt az igénykielégítést javarészt már nem tette lehetővé. A 2. hadsereg állományába 1942. április–májusban 657 darab Botondot rendeltek, melyeknek típusváltozati eloszlása ismeretlen, ahogyan az 1943. január közepi frontösszeomlás utáni visszavonulásban visszajutott mennyiség is.
A háborút túlélt példányokat kijavították és 1949-ig tovább üzemeltették a Magyar Honvédség állományában. A Néphadsereg állományából feltehetőleg kivonták, helyüket a Csepel D–350 típus váltotta fel.